# Альхимович, Пётр Петрович
Пётр Петрович Альхимович (бел. Альхімовіч Пётр Пятровіч, род. 1946, Сморгонь, Белорусская ССР) — белорусский композитор.

## Биография
В 1982 году окончил Белорусскую государственную консерваторию, затем ассистентуру — в 1984 году прошëл стажировку в Московской консерватории.
Со студенческих лет пишет музыку для кино. Работал на киностудии «Беларусьфильм». Автор симфонических произведений, музыки для эстрадных коллективов, хореографических миниатюр .
С 1987 года проживает в Мексике.

## Творчество
Автор музыки к ряду кинофильмов.
- «Алехин — человек «дорожный»» (короткометражный, 1975)
- «В профиль и анфас» (короткометражный, документальный, 1977),
- «Тонежские бабы» (1977),
- «Живой срез» (короткометражный, 1978),
- «День возвращения» (1979),
- «Чужая вотчина» (1982),
- «Жил-был Пëтр» (1983),
- «Радуница» (1984),
- «На заре во дворе» (анимационный, 1985),
- «Свидетель» (телефильм, 1985),
- «Экзамен на директора» (1986),
- «Переправа» (1987)
- «Красный цвет папоротника» (1988),
- «Степан Сергеич» (1989)
- «Живая мишень» (1990).